# Прапор Віньковецького району
Прапор Віньковецького району — офіційний символ Віньковецького району Хмельницької області України, затверджений рішенням сесії Віньковецької районної ради 20 лютого 2004 року.

## Опис
Прапором району є прямокутне полотнище у співвідношенні сторін 2:3, розділене на три горизонтальних смуги: синю, малинову і зелену (4:2:4). У центрі полотнища розміщено малий герб району.